# Тортури ув'язнених у в'язниці Абу-Грейб

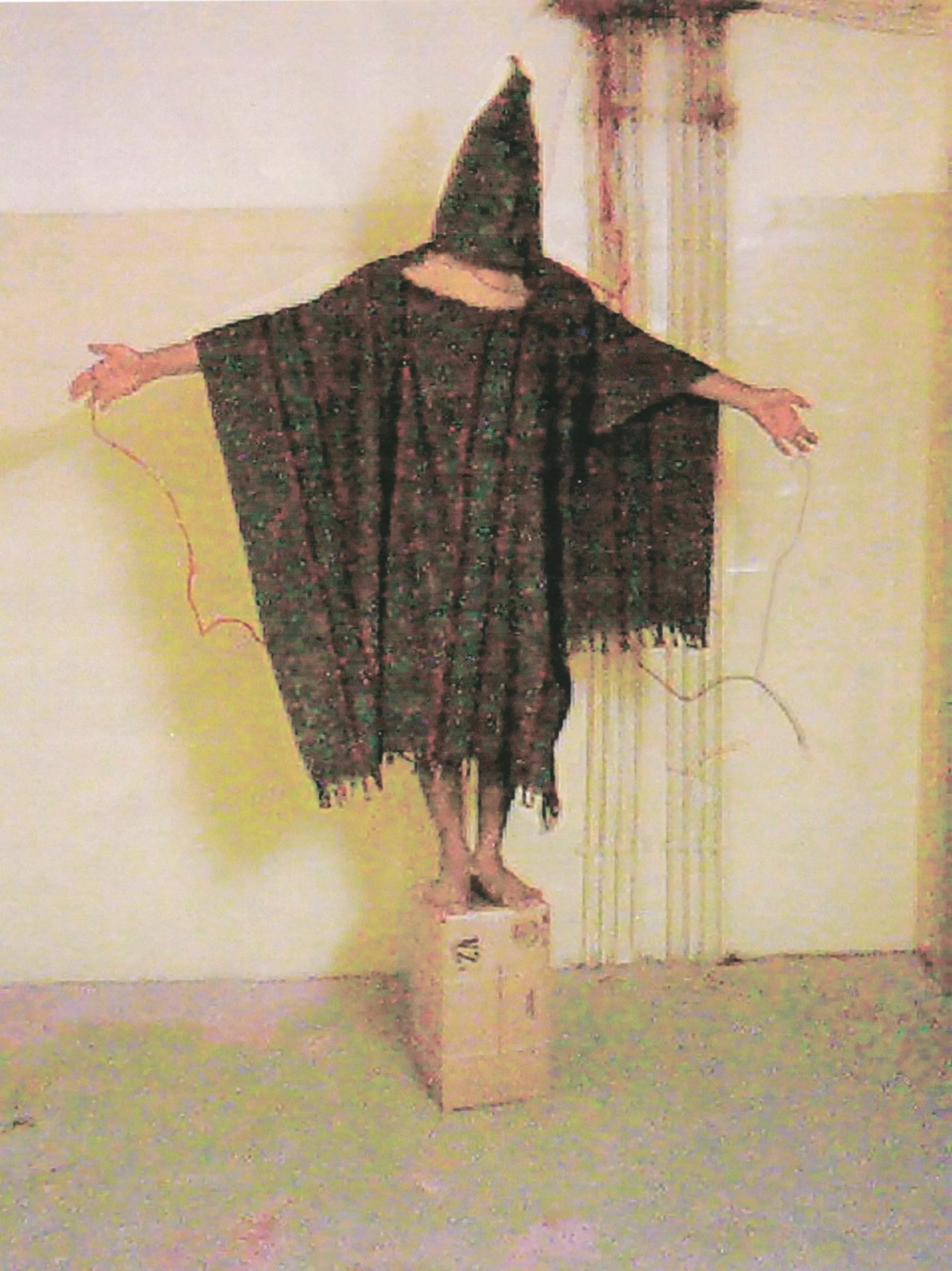
Знімок, відомий як «Людина в капюшоні», на якому зображено ув'язненого (Абду Хусейн Саад Фалех), під час катувань, набув міжнародного розголосу та потрапив на обкладинку журналу The Economist.

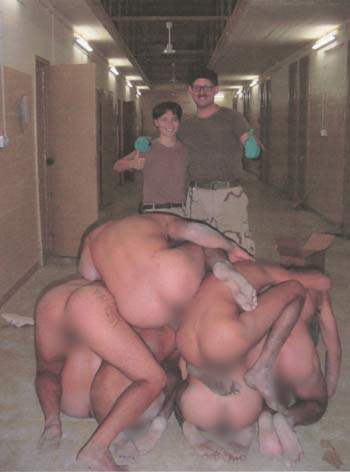
Американські солдати позують на тлі «піраміди» з голих в'язнів

На ранніх етапах війни в Іраку військовослужбовці армії США та Центрального розвідувального управління вчинили низку порушень прав людини та воєнних злочинів проти ув'язнених у в'язниці Абу-Грейб в Іраку. Знущання включали фізичне насильство, сексуальне приниження, фізичні та психологічні тортури, зґвалтування, а також вбивство Манаделя аль-Джамаді та наругу над його тілом. Знущання привернули увагу громадськості після публікації фотографій телеканалом CBS News у квітні 2004 року, що викликало шок і обурення та отримало широке засудження в США та на міжнародному рівні. 
Адміністрація Джорджа Буша заявила, що зловживання в Абу-Грейб були поодинокими випадками і не свідчать про політику США:328. Це заперечили гуманітарні організації, зокрема Червоний Хрест, Amnesty International та Human Rights Watch, які заявили, що знущання були частиною більш широкої системи катувань і жорстокого поводження в американських закордонних центрах утримання під вартою, в тому числі в Іраку, Афганістані та на базі Гуантанамо (GTMO):328. Міжнародний комітет Червоного Хреста повідомив, що більшість ув'язнених в Абу-Грейб були цивільними особами, не пов'язаними з озброєними групами.
Документи, відомі як «Меморандуми про тортури», з'явилися на світ через кілька років. Ці документи, підготовлені в місяці, що передували вторгненню в Ірак у 2003 році Міністерством юстиції США, санкціонували певні «посилені методи допиту» (які зазвичай вважаються такими, що передбачають катування) затриманих іноземців. У меморандумах також стверджувалося, що міжнародне гуманітарне право, таке як Женевські конвенції, не поширюється на американських слідчих за кордоном. Кілька подальших рішень Верховного суду США, включаючи справу «Хамдан проти Рамсфелда» (2006), скасували політику адміністрації Буша, постановивши, що Женевські конвенції все ж таки застосовуються.
У відповідь на події в Абу-Грейб Міністерство оборони США відсторонило від виконання службових обов'язків 17 солдатів і офіцерів. Одинадцятьом солдатам були пред'явлені звинувачення у невиконанні службових обов'язків, жорстокому поводженні, нанесенні побоїв при обтяжуючих обставинах. В період з травня 2004 року по квітень 2006 року ці солдати були віддані під трибунал, визнані винними, засуджені до військового ув'язнення і з ганьбою звільнені зі служби. Двом солдатам, яких визнали винними у скоєнні багатьох найгірших правопорушень у в'язниці, спеціалісту Чарльзу Грейнеру і рядовому Лінді Інгланд, були висунуті більш серйозні звинувачення, і вони отримали суворіші вироки. Грейнер був визнаний винним у нападі, нанесенні побоїв, змові, жорстокому поводженні з ув'язненими, вчиненні непристойних дій і невиконанні службових обов'язків; був засуджений до 10 років позбавлення волі з позбавленням звання, заробітної плати та пільг. Інгланд була визнана винною у змові, жорстокому поводженні з ув'язненими та вчиненні непристойних дій і засуджена до трьох років ув'язнення. Бригадний генерал Дженіс Карпінські, яка командувала всіма в'язницями в Іраку, отримала догану і була понижена у званні до полковника. Ще кілька військовослужбовців, звинувачених у виконанні або санкціонуванні цих заходів, у тому числі багато високопоставлених, не були притягнуті до відповідальності. У 2004 році президент Джордж Буш і міністр оборони Дональд Рамсфелд вибачилися за знущання в Абу-Грейб.

## Передісторія

### Війна проти тероризму
Війна проти тероризму, також відома як Глобальна війна з тероризмом, є міжнародною військовою кампанією, розпочатою урядом Сполучених Штатів після терактів 11 вересня. Президент США Джордж Буш-молодший вперше вжив словосполучення «війна проти тероризму» 16 вересня 2001 року, а через кілька днів - у виступі перед Конгресом. В останній промові Буш заявив: «Наш ворог - це радикальна мережа терористів і кожен уряд, який їх підтримує».

### Війна в Іраку
Війна в Іраку розпочалася в березні 2003 року вторгненням до Іраку військ на чолі зі Сполученими Штатами. Бааський уряд на чолі з Саддамом Хусейном був повалений протягом місяця. За цим конфліктом послідувала більш тривала фаза бойових дій, під час якої виник повстанський рух, що протистояв окупаційним військам та іракському уряду, який прийшов до влади після вторгнення. Під час цього повстання Сполучені Штати були в ролі окупаційної влади.

### В'язниця Абу-Грейб
В'язниця у місті Абу-Грейб була однією з найвідоміших в'язниць в Іраку за часів правління Саддама Хусейна. У в'язниці утримували близько 50 000 чоловіків і жінок у поганих умовах, часто застосовували тортури і страти. В'язниця була розташована на площі близько 110 гектарів землі за 32 кілометри на захід від Багдада. Після падіння уряду Саддама Хусейна в'язницю розграбували і вивезли все, що можна було взяти.  Після вторгнення американська армія відремонтувала її і перетворила на військову в'язницю. Це був найбільший з декількох центрів утримання під вартою в Іраку, які використовували американські військові. У березні 2004 року, коли американські військові використовували в'язницю Абу-Грейб як місце утримання під вартою, в ній перебувало близько 7,490 ув'язнених.
Американські військові утримували в Абу-Грейб три категорії в'язнів. Це були «звичайні злочинці», особи, яких підозрювали в тому, що вони є лідерами повстанців, та особи, яких підозрювали у скоєнні злочинів проти окупаційних сил на чолі з США. Хоча більшість ув'язнених жили в наметах на подвір'ї, знущання відбувалися в камерах блоків 1А і 1Б. За управління в'язницею відповідала 800-а бригада військової поліції з Юніондейла, штат Нью-Йорк. Керував бригадою бригадний генерал Дженіс Карпінські, яка відповідала за всі американські в'язниці в Іраку. Яка не мала попереднього досвіду управління в'язницею. Особи, які вчинили знущання у в'язниці, були членами 372-ї роти військової поліції, яка входила до складу 320-го батальйону військової поліції, що підпорядковувався штабу бригади Карпінські.
У звіті Фей зазначається, що «проблеми, пов'язані з укладанням контрактів, сприяли виникненню проблем у в'язниці Абу-Грейб». Більше половини слідчих, які працювали у в'язниці, були співробітниками CACI International, а лінгвістичний персонал надавала корпорація «Титан». У своєму звіті генерал Фей зазначає, що «загальна політика відмови від укладання контрактів на виконання розвідувальних функцій і послуг була розроблена частково для того, щоб уникнути багатьох проблем, які зрештою виникли в Абу-Грейб».

## Перші повідомлення про порушення прав людини

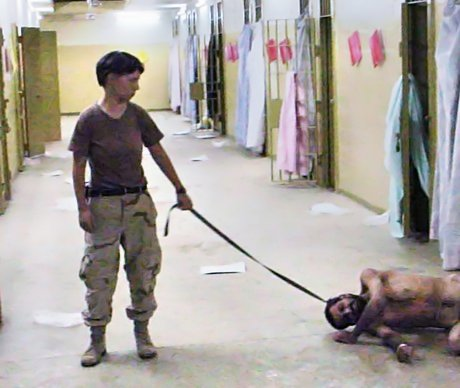
Лінді Інгланд тримає на повідку оголеного в'язня-чоловіка, відомого як «Гас»

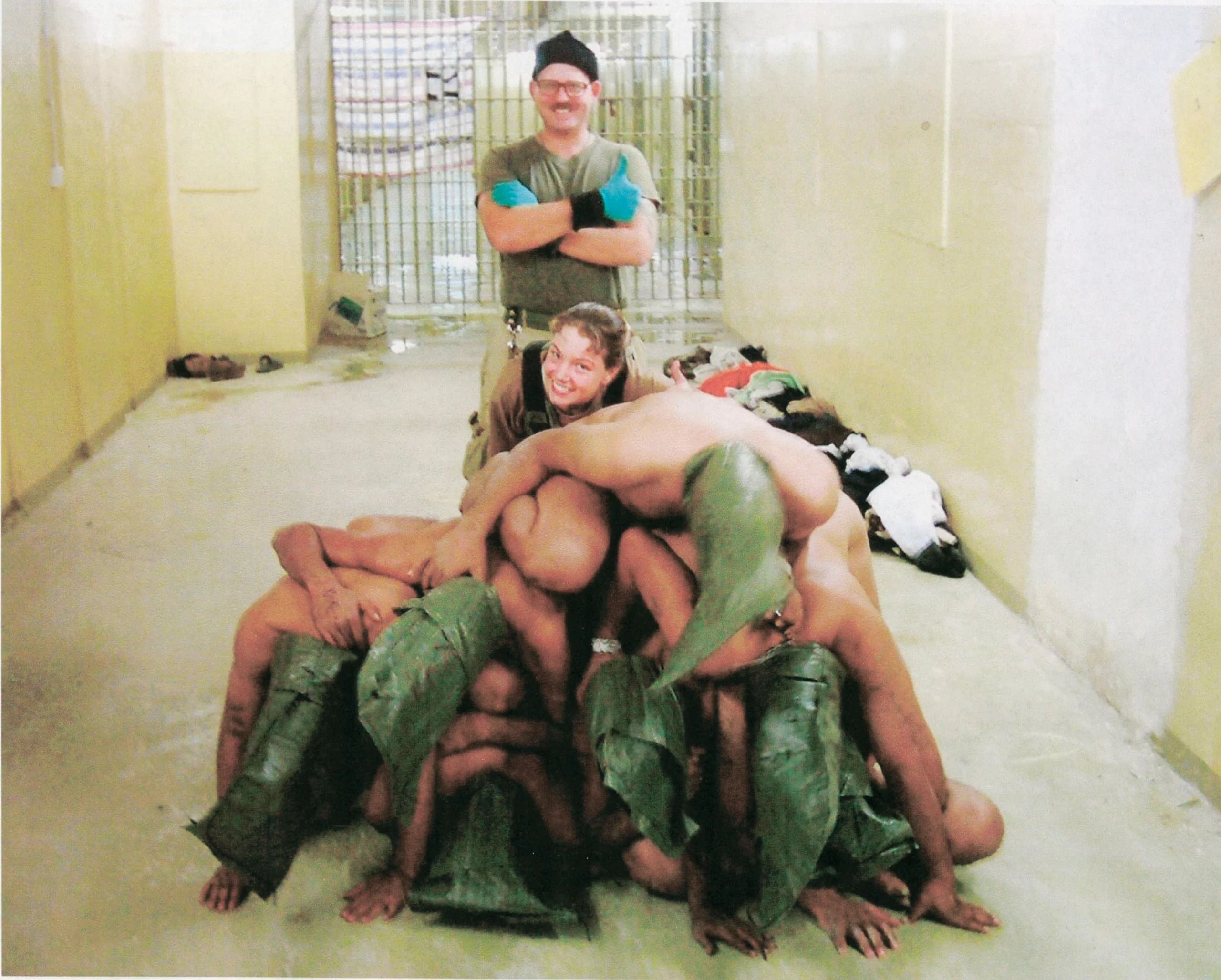
Військовослужбовці Сабріна Гарман і Чарльз Грейнер позують на тлі голих в'язнів

Під час катувань в'язнів американські військовослужбовці робили фотознімки, позуючи на тлі своїх жертв.
У червні 2003 року Amnesty International опублікувала звіти про порушення прав людини американськими військовими та їхніми партнерами по коаліції в центрах утримання під вартою та в'язницях в Іраку. Серед них були повідомлення про жорстоке поводження у в'язниці Абу-Грейб, яка колись використовувалася урядом Саддама Хусейна, а після вторгнення перейшла під контроль Сполучених Штатів. 20 червня 2003 року Абдель Салам Сідахмед, заступник директора Близькосхідної програми розвідки, описав повстання ув'язнених проти умов утримання: «Сумнозвісна в'язниця Абу-Грейб, центр тортур і масових страт за часів Саддама Хусейна, знову стала в'язницею, відрізаною від зовнішнього світу. 13 червня в цій в'язниці відбулася акція протесту проти безстрокового утримання під вартою без суду і слідства. Війська окупаційної влади вбили одну людину і поранили сімох».
23 липня 2003 року Amnesty International випустила прес-реліз, в якому засудила широкомасштабні порушення прав людини з боку американських та коаліційних сил. У повідомленні йдеться про те, що в'язні зазнавали сильної спеки, їм не надавали одягу і змушували користуватися виритими траншеями для туалету. Їх також катували, зокрема, позбавляли сну на тривалий час, піддавали впливу яскравого світла і гучної музики, утримували в незручних положеннях.
1 листопада 2003 року агентство Ассошіейтед Прес представило спеціальний репортаж про масові порушення прав людини в Абу-Грейб. Їхній звіт починався словами: «В американських таборах для ув'язнених в Іраку розмови на заборонені теми може призвести до того, що ув'язнений буде годинами сидіти зв'язаний на сонці, а ув'язнені, регулярно повстають проти своїх тюремників, як розповідають нещодавно звільнені іракці».  Далі у звіті описано знущання над ув'язненими з боку американських бранців: «Вони тримали нас в ув'язненні, як овець», - сказав про американців щойно звільнений 38-річний Саад Найф. «Вони били людей. Вони принижували людей». У відповідь на це бригадний генерал США Дженіс Карпінскі, яка здійснювала нагляд за всіма американськими в'язницями в Іраку, заявила, що з ув'язненими поводяться «гуманно і справедливо». У звіті АП також зазначається, що станом на 1 листопада 2003 року проти американських військовослужбовців розглядалися дві судові справи; одна з них була пов'язана з побиттям іракського в'язня, а інша - зі смертю ув'язненого під вартою.
Від початку вторгнення Міжнародному комітету Червоного Хреста (МКЧХ) було дозволено наглядати за в'язницею, і він подавав звіти про поводження з ув'язненими. У відповідь на звіт МКЧХ Карпінскі заявила, що деякі з ув'язнених є агентами розвідки, а тому не мають права на повний захист відповідно до Женевських конвенцій.  Звіти МКЧХ призвели до того, що 1 січня 2004 року генерал-лейтенант Рікардо Санчес, командувач іракської оперативної групи, призначив генерал-майора Антоніо Тагубу розслідувати ці звинувачення. Тагуба представив свої висновки (Звіт Тагуби) у лютому 2004 року, заявивши, що «численні випадки садистського, кричущого і безглуздого злочинного поводження з кількома ув'язненими були застосовані до них. Систематичне та незаконне знущання над затриманими навмисно здійснювалося кількома співробітниками військової служби правопорядку». У звіті зазначено, що існують численні докази таких знущань, у тому числі й фотодокази. Звіт не був оприлюднений публічно. 
Скандал привернув широку увагу громадськості у квітні 2004 року, коли 28 квітня на телеканалі CBS News вийшов репортаж «60 хвилин», в якому розповідалося про знущання, включаючи фотографії, на яких військові знущалися над голими ув'язненими. Стаття Сеймура М. Герша була опублікована в журналі The New Yorker, розміщена в Інтернеті 30 квітня і опублікована у випуску від 10 травня, що також мало широкий резонанс. Згодом фотографії були розтиражовані в пресі по всьому світу. Деталі звіту Тагуби були оприлюднені у травні 2004 року. Невдовзі після цього президент США Джордж Буш заявив, що винні будуть «притягнуті до відповідальності», а Генеральний секретар ООН Кофі Аннан заявив, що зусиллям з відновлення уряду в Іраку було завдано серйозної шкоди.

## Дозвіл на застосування катувань

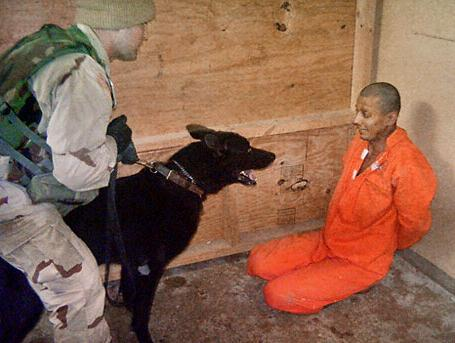
Сержант Сміт, кінолог, використовує собаку, щоб налякати зв'язаного в'язня

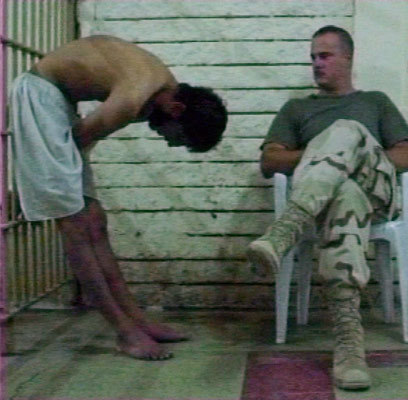
Сержант Фредерік допитує затриманого, прикутого до стіни камери в незручному положенні

### Виконавче розпорядження
21 грудня 2004 року Американська спілка захисту громадянських свобод оприлюднив копії внутрішніх меморандумів Федерального бюро розслідувань, які він отримав відповідно до Закону про свободу інформації. В ньому обговорювались тортури і знущання у в'язницях табору у Гуантанамо, Афганістані та Іраку. Один меморандум, датований 22 травня 2004 року, надійшов від особи, названої «Командувачем на місці подій - Багдад», але її ім'я було відредаговано. Ця особа посилалася на виконавчий наказ, який санкціонував використання надзвичайної тактики допиту американськими військовослужбовцями. Серед санкціонованих методів катувань - позбавлення сну, надягання на ув'язнених капюшонів, увімкнення гучної музики, повне роздягання, примус стояти в так званих «стресових позах» і використання собак. Автор також зазначив, що Пентагон обмежив використання цих методів, вимагаючи спеціального дозволу від командування. Автор визначає «фізичні побої, сексуальне приниження або дотики» як такі, що не підпадають під дію Указу. Це було першим доказом того, що після того, як у квітні 2004 року стало відомо про знущання над в'язнями в Абу-Грейб, форми примусу над полоненими були санкціоновані президентом Сполучених Штатів.

### Дозвіл від Рікардо Санчеса
Документи, отримані The Washington Post і ACLU, довели, що Рікардо Санчес, який був генерал-лейтенантом і старшим офіцером США в Іраку, санкціонував використання військових собак, екстремальних температур, збитого режиму сну і сенсорної депривації як методів допиту в Абу-Грейб. У звіті бригадного генерала Річарда Форміки, опублікованому в листопаді 2004 року, зазначалося, що більшість військовослужбовців у в'язниці Абу-Грейб виконували накази, засновані на меморандумі Санчеса, а знущання здійснювалися не окремими «злочинними» елементами. Юрист ACLU Амріт Сінгх доповів у заяві профспілки, що «генерал Санчес санкціонував методи допиту, які є явним порушенням Женевських конвенцій та стандартів армії».  В інтерв'ю газеті The Signal Карпінські заявила, що бачила неопубліковані документи міністра оборони Дональда Рамсфелда, які санкціонували використання цієї тактики щодо іракських в'язнів.

### Дозвіл від Дональда Рамсфелда
У доповіді The New Yorker за 2004 рік стверджувалося, що міністр оборони Дональд Рамсфелд санкціонував тактику допитів, яка використовувалася в Абу-Грейб, і раніше застосовувалася США в Афганістані. У листопаді 2006 року Дженіс Карпінскі, яка до початку 2004 року керувала в'язницею Абу-Грейб, розповіла іспанській газеті El País, що вона бачила лист з підписом Рамсфелда, який дозволяв цивільним підрядникам використовувати такі методи, як позбавлення сну під час допитів. «Ці методи полягали в тому, що в'язнів змушували довго стояти, позбавляли сну... вмикали музику на повну гучність, змушували сидіти незручно... Рамсфелд санкціонував всі ці методи». За словами Карпінскі, підпис від руки стояв над його друкованим ім'ям, а на полях тим же почерком був написаний коментар «Переконайтеся, що це буде виконано».  Ні Пентагон, ні представники армії США в Іраку не прокоментували ці звинувачення. У 2006 році вісім колишніх солдатів і розвідників, у тому числі Карпінскі і колишній спеціальний агент армійської контррозвідки Девід ДеБатто, подали до німецького суду кримінальну скаргу на Дональда Рамсфелда.  Серед іншого, у скарзі зазначалося, що Рамсфелд знав про так звані «посилені методи допиту», які, заздалегідь було відомо, є незаконними згідно з міжнародним правом, проте санкціонував їх застосування.

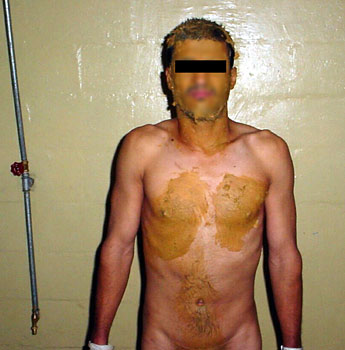
Іракський затриманий з вимазаними людськими екскрементами обличчям і тілом

## Знущання над в'язнями

### Смерть Манаделя аль-Джамаді
Манадель аль-Джамаді, ув'язнений в'язниці Абу-Грейб, помер після того, як офіцер ЦРУ Марк Своннер і приватний підрядник ("ідентифікований у документах військового суду лише як “Клінт К.”) допитували і катували його в листопаді 2003 року. Після смерті аль-Джамаді його тіло помістили в лід; тіло було помічено на задньому плані фотографій усміхнених спеціалістів армії США Сабріни Гарман і Чарльза Гренера, кожен з яких позував з великим пальцем вгору. Аль-Джамаді був підозрюваним у вибуху бомби, в результаті якого загинуло 12 осіб у приміщенні Червоного Хреста в Багдаді, хоча не було жодних підтверджень його причетності до цих нападів. Військовий розтин визнав смерть аль-Джамаді вбивством. Нікому не було видвинуто звинувачень через його смерть. У 2011 році генеральний прокурор США Ерік Голдер заявив, що розпочав повне кримінальне розслідування смерті аль-Джамаді. У серпні 2012 року Голдер оголосив, що жодних кримінальних звинувачень висунуто не буде.

### Зґвалтування в'язнів

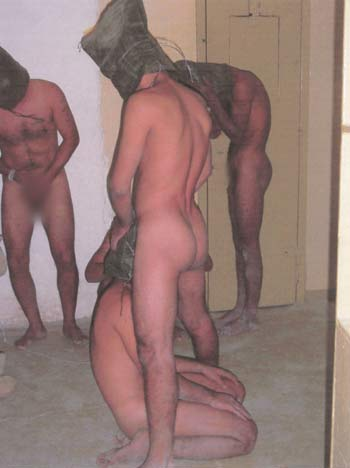
Ув'язнені інсценують сексуальний акт

Роздягання в'язнів було поширеною формою сексуального приниження під час катувань в Абу-Грейб. У 2004 році Антоніо Тагуба, генерал-майор армії США, написав у «Доповіді Тагуби», що один з затриманих був зґвалтований «хімічним світлом і, можливо, мітлою». У 2009 році Тагуба розповів, що існують фотодокази того, що американські солдати і перекладачі ґвалтували ув'язнених в Абу-Грейб. В'язень Абу-Грейб розповів слідчим, що чув крики іракського підлітка і бачив, як армійський перекладач ґвалтував його, а солдатка робила фотографії. Свідок ідентифікував ймовірного ґвалтівника як американця з єгипетським корінням, який працював перекладачем. У 2009 році чоловік проходив у цивільній судовій справі у США. На іншій фотографії було зображено американського солдата, який ґвалтує полонену жінку. На інших фотографіях зображується, як слідчі здійснюють сексуальне насильство над ув'язненими, використовуючи предмети, як кийок, дріт і фосфоресцентну трубку, а також ув'язнену, з якої силоміць знімають одяг, щоб оголити її груди. Тагуба підтримав рішення президента США Барака Обами не оприлюднювати фотографії, наголосивши: «На цих фотографіях зображені тортури, знущання, зґвалтування і всіляка непристойність». Обама, який спочатку погодився оприлюднити фотографії, змінив свою думку після лобіювання з боку високопоставлених військових.
В інших випадках сексуального насильства було доказано, що солдати ґвалтували ув'язнених жінок. Високопосадовці США визнали, що в Абу-Грейб мали місце зґвалтування. Деякі зі зґвалтованих жінок завагітніли, в інших випадках були вбиті членами своїх родин, що вважалося випадками вбивства честі. Крім того, журналіст Сеймур Герш стверджував у липні 2004 року, що Міністерство оборони має у своєму розпорядженні відеозаписи, на яких видно, як іракський тюремний персонал ґвалтує малолітніх хлопчиків на очах в ув'язнених жінок.

### Інші знущання
У травні 2004 року газета «The Washington Post» написала про свідчення, надані Аміном Саїдом Аль-Шейхом, ув'язненим під номером 151362. У ньому цитуються його слова: 
«Вони сказали, що ми зробимо так, що ти захочеш померти, але цього не станеться... Вони роздягли мене догола. Один з них сказав, що зґвалтує мене. Він намалював мені на спині зображення жінки і змусив мене стати в ганебну позу, розвівши сідниці. «Ти молишся Аллаху?» - запитав один. Я сказав :«Так». Вони сказали: «Пішов ти», «Нахрін його». Один з них сказав: «Ти не вийдеш звідси здоровим, ти вийдеш звідси інвалідом». Він запитав мене: «Ти одружений?». Я сказав: «Так». Вони сказали: «Якщо твоя дружина побачить тебе таким, вона буде розчарована». Один з них сказав: «Але якби я побачив її зараз, вона б не розчарувалася, бо я б її зґвалтував». «Вони наказали мені подякувати Ісусу за те, що я живий». Я сказав йому: «Я вірю в Аллаха». Тоді він сказав: «Але я вірю в тортури, і я буду тебе катувати».
12 січня 2005 року газета «Нью-Йорк Таймс» повідомила про нові свідчення ув'язнених в Абу-Грейб. Повідомлялося про такі знущання, як сечовипускання на затриманих, биття металевими кийками по поранених кінцівках, обливання затриманих фосфорною кислотою, прив'язування мотузок до ніг або пенісів затриманих і волочіння їх по підлозі.
У своєму відеощоденнику тюремна охоронниця розповіла, що ув'язнених розстрілювали за незначні проступки, і стверджувала, що там були отруйні змії, які кусали ув'язнених, що іноді призводило до їхньої смерті. Охоронниця сказала, що у неї «проблеми» через те, що вона кидала каміння в затриманих. Хашем Мухсен, один з оголених в'язнів на фото людської піраміди, пізніше розповів, що чоловіків також змушували повзати по підлозі голими, а солдати їздили на них як на віслюках.

### Систематичні катування

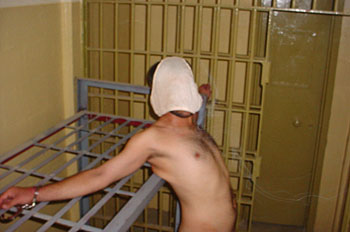
Оголений в'язень прикутий наручниками до ліжка зі спідньою білизною, що закриває його обличчя

7 травня 2004 року П'єр Кренбюль, операційний директор Міжнародного Комітету Червоного Хреста (МКЧХ), заявив, що інспекційні візити МКЧХ до центрів утримання під вартою, якими керують США та їхні союзники, показали, що акти жорстокого поводження з ув'язненими не були поодинокими, а були частиною «схеми та обширної системи». Він також розповів, що деякі з інцидентів, які вони спостерігали, були «рівнозначні тортурам». 
Багато з методів катувань, що застосовувалися, були розроблені у в'язниці Гуантанамо, включаючи тривалу ізоляцію; програма для часто літаючих пасажирів, програма позбавлення сну, коли людей переводили з камери в камеру кожні кілька годин, так що вони не могли спати днями, тижнями, а то й місяцями; короткі кайдани в болючих положеннях; оголеність; надмірне використання тепла та холоду; використання гучної музики та шуму; користування фобіями.
Збройні сили США та Великої Британії спільно навчаються методам, відомим як методи протидії допитам (R2I). Цим методам навчають для того, щоб допомогти солдатам впоратися з тортурами або протистояти їм, якщо вони потрапляють у полон. 8 травня 2004 року газета The Guardian повідомила, що, за словами колишнього офіцера британського спецназу, дії, вчинені військовослужбовцями в'язниці Абу-Грейб, нагадували методи, які використовуються під час тренувань R2I.
У тій же статті зазначалося наступне: 
Командувач військовими в'язницями США в Іраку генерал-майор Джеффрі Міллер підтвердив, що проти ув'язнених противника може бути застосована батарея з понад 50 спеціальних «методів примусу». Генерал, який раніше керував табором для ув'язнених у Гуантанамо, розповів, що його головна роль полягала в отриманні якомога більшої кількості розвідувальних даних.
Історик Альфред МакКой, автор книги про тортури в збройних силах Філіппін, відзначив схожість жорстокого поводження з ув'язненими в Абу-Грейб з методами, описаними в посібнику з допитів контррозвідки «KUBARK», опублікованому Центральним розвідувальним управлінням США в 1963 році. Він стверджує, що те, що він називає «методами тортур ЦРУ без дотику», постійно використовується ЦРУ і військовою розвідкою США з того часу.

### Постраждалі
У дослідженні 2006 року була зроблена спроба підрахувати кількість смертей на основі звітів, що знаходяться у відкритому доступі, оскільки загальні цифри не були надані урядом США. У звіті нараховано 63 смерті ув'язнених в Абу-Грейб з різних причин. З них 36 сталися внаслідок мінометних обстрілів бойовиків, інші - через природні причини та вбивства. 
Питання загибелі людей внаслідок мінометного обстрілу зазнало критики. Женевська конвенція вимагає, щоб в'язні не утримувалися на об'єктах, вразливих до артилерійських обстрілів. Оскільки Абу-Грейб знаходився в зоні бойових дій , його вразливість до такого виду атаки була піднята на ранньому етапі, але в кінцевому підсумку було прийнято рішення залишити в'язнів у цій в'язниці. Жодна інша американська в'язниця в Іраку не постраждала від мінометних обстрілів.

## Висвітлення у ЗМІ

### Репортаж Ассошіейтед Прес (2003)

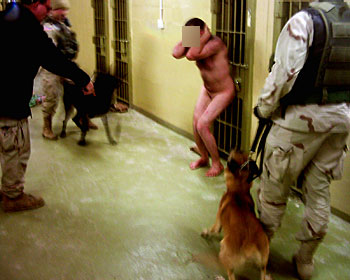
Жертву залякують або погрожують щонайменше двома собаками

1 листопада 2003 року агентство Ассошіейтед Прес опублікувало розлогий репортаж про нелюдське поводження, побиття і смерті в Абу-Грейб та інших американських в'язницях в Іраку. Цей звіт ґрунтується на інтерв'ю зі звільненими ув'язненими, які розповіли журналісту Чарльзу Генлі, що на ув'язнених нападали собаки, їх змушували носити капюшони та принижували іншими способами. Стаття не набула широкого розголосу. Один зі звільнених сказав, що хотів би, щоб хтось опублікував фотографії того, що там відбувається.
Коли на початку 2004 року американські військові вперше визнали факт знущань, більшість американських ЗМІ не виявили особливого інтересу. 16 січня 2004 року Центральне командування США повідомило ЗМІ, що розпочато офіційне розслідування тортур і приниження іракських ув'язнених групою американських військовослужбовців. 24 лютого стало відомо, що 17 військовослужбовців були відсторонені від виконання службових обов'язків. Військові оголосили 21 березня 2004 року, що перші звинувачення були пред'явлені шістьом солдатам.

### Передача «60 хвилин» (2004)

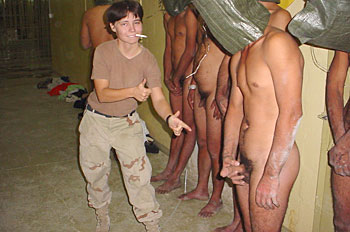
Лінді Інгланд вказує на оголеного ув'язненого, якого змушують мастурбувати перед нею

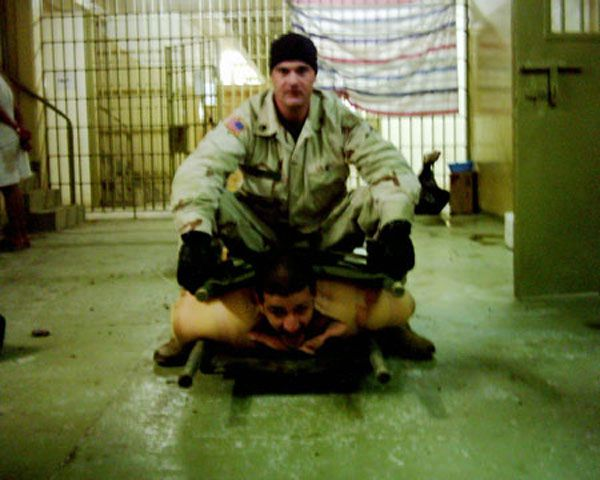
Айвен Фредерік сидить на в'язні, який був затиснутий між двома носилками

Наприкінці квітня 2004 року американський телевізійний новинний журнал «60 Minutes II», франшиза телеканалу CBS, показав сюжет про тортури. Сюжет містив фотографії, на яких зображено знущання над ув'язненими. Випуск новин було відкладено на два тижні на прохання Міністерства оборони та Річарда Майєрса, генерала ВПС і голови Об'єднаного комітету начальників штабів. Дізнавшись, що журнал The New Yorker планує опублікувати статтю та фотографії на цю тему у своєму наступному номері, CBS транслював репортаж 28 квітня. У репортажі CBS Ден Разер взяв інтерв'ю у тодішнього заступника директора коаліційних операцій в Іраку, бригадного генерала Марка Кімміта, який сказав:
| Перше, що я хотів би сказати - ми теж шоковані. Це наші бойові побратими. Це люди, з якими ми працюємо щодня, і вони представляють нас. Вони носять таку ж форму, як і ми, і вони підводять своїх побратимів... У полон могли потрапити і наші солдати. І ми очікуємо, що наші солдати будуть добре ставитися до супротивника, до ворога. І якщо ми не можемо бути прикладом того, як ставитися до людей з гідністю та повагою... Ми не можемо просити, щоб інші країни так само поводилися з нашими солдатами... То що б я сказав народу Іраку? Це неправильно. Це гідно осуду. Але це не репрезентативно для 150 000 солдатів, які знаходяться тут ... Я б сказав те ж саме американському народу ... Не судіть про свою армію на основі дій кількох людей[66].Оригінальний текст (англ.) The first thing I'd say is we're appalled as well. These are our fellow soldiers. These are the people we work with every day, and they represent us. They wear the same uniform as us, and they let their fellow soldiers down ... Our soldiers could be taken prisoner as well. And we expect our soldiers to be treated well by the adversary, by the enemy. And if we can't hold ourselves up as an example of how to treat people with dignity and respect ... We can't ask that other nations do that to our soldiers as well. ... So what would I tell the people of Iraq? This is wrong. This is reprehensible. But this is not representative of the 150,000 soldiers that are over here ... I'd say the same thing to the American people ... Don't judge your army based on the actions of a few.[66] |
Кіммітт також визнав, що йому відомо про інші випадки знущань під час американської окупації Іраку. Білл Коуен, колишній підполковник морської піхоти, також дав інтерв'ю і розповів: «Ми вирушили в Ірак, щоб зупинити подібні речі, але дійсно, вони відбуваються тут під нашою опікою». 
Крім того, Разер взяв інтерв'ю у старшого сержанта запасу Айвена Фредеріка, який був причетний до деяких знущань. У цивільному житті Фредерік працював наглядачем у в'язниці у Вірджинії. Він розповів: «У нас не було жодної підтримки, жодної підготовки. І я продовжував просити своє командування про певні речі... як то правила та інструкції, а цього просто не відбувалося». Відеощоденник Фредеріка, надісланий додому з Іраку, пролив світло на деякі зображення, використані в цій справі. У ньому він перерахував детальні, датовані записи, які хронічно описували знущання над в'язнями ЦРУ, а також їхні імена: «Наступного дня прийшли медики, поклали його тіло на ноші, вставили йому в руку фальшиву крапельницю і забрали. Він [в'язень ЦРУ] ніколи не був оформлений і тому ніколи не мав номера». Фредерік також звинуватив у цьому Корпус військової розвідки, заявивши: «Корпус був присутній і був свідком такої діяльності. Вони підбадьорили нас і сказали, що ми чудово попрацювали [і] що зараз вони отримують позитивні результати та інформацію».

### Стаття в New Yorker (2004)
У 2004 році Сеймур М. Герш написав статтю в журналі «The New Yorker», в якій детально обговорив ці інциденти, спираючись на копію звіту Тагуби для обґрунтування. Під керівництвом редактора Девіда Ремніка журнал також розмістив на своєму сайті репортаж Херша, а також низку фотографій тортур, зроблених охоронцями американських військових в'язниць. За статтею під назвою «Тортури в Абу-Грейб» (англ. Torture at Abu Ghraib) протягом наступних двох тижнів послідували ще дві статті на ту ж тему: «Ланцюг командування» (англ. Chain of Command) і «Сіра зона» (англ. The Gray Zone), також написані Гершем.

### Подальше висвітлення (2006)
У лютому 2006 року раніше неопубліковані фотографії та відео були показані австралійською телевізійною мережею SBS у програмі «Dateline». Адміністрація Буша намагалася запобігти оприлюдненню фотографій у США, стверджуючи, що їхня публікація може спровокувати антагонізм. На цих фотографіях зображені ув'язнені, які повзають по підлозі голими, яких примушують до сексуальних дій і вкривають фекаліями. На деяких знімках також були зображені в'язні, вбиті солдатами, деякі з них були застрелені в голову, деякі - з перерізаним горлом.  
BBC World News повідомила, що один з ув'язнених, який, за повідомленнями, був психічно неврівноваженим, розглядався тюремною охороною як «улюбленець» для катувань. ООН висловила сподівання, що фотографії будуть негайно розслідувані, але Пентагон зазначив, що зображення «вже були раніше досліджені в рамках розслідування справи Абу-Грейб»
.
15 березня 2006 року «Salon» опублікував найповнішу на той час документацію про знущання над ув'язненими. У звіті, з яким ознайомилося видання, міститься наступний підсумок: «Огляд усіх комп'ютерних носіїв, переданих до офісу, виявив загалом 1 325 зображень підозрюваних у жорстокому поводженні з ув'язненими, 93 відеофайли, 660 зображень порнографічних матеріалів, 546 зображень мертвих іракських ув'язнених, 29 зображень солдатів у симуляції сексуальних актів, 20 зображень солдата зі свастикою, намальованою між очима, 37 зображень військових службових собак, які використовуються для жорстокого поводження з ув'язненими, та 125 зображень сумнівних діянь».

## Реакція

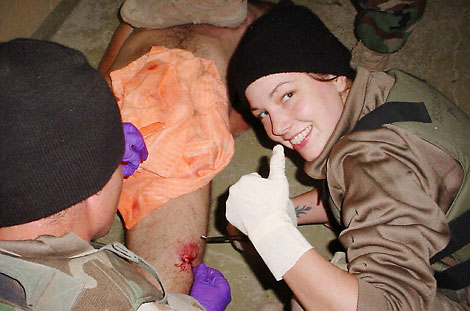
Сабріна Гарман накладає шви на рану зв'язаному іракському полоненому

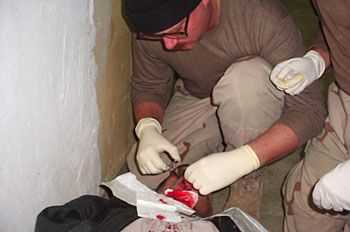
Чарльз А. Грейнер накладає шви на підборіддя зв'язаного затриманого

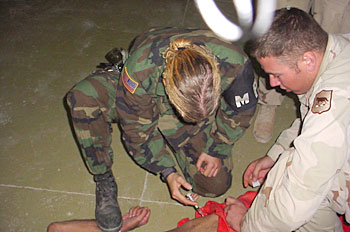
Меган Амбюль робить ін'єкцію зв'язаному затриманому

### США

#### Реакція уряду
Адміністрація Буша спочатку не визнавала знущання в Абу-Грейб. Після того, як фотографії були опубліковані і докази стали неспростовними, перша реакція адміністрації характеризувала скандал як окремий інцидент, нехарактерний для дій США в Іраку. Буш назвав знущання діями кількох осіб, які нехтували цінностями США. Ця думка широко обговорювалася, особливо в арабських країнах. Крім того, Міжнародний Червоний Хрест робив заяви про жорстоке поводження з ув'язненими більше року до того, як вибухнув скандал. Офіс віце-президента Діка Чейні відіграв центральну роль в усуненні обмежень на примус в американському ув'язненні, замовляючи і захищаючи юридичні висновки, які адміністрація пізніше представила як ініціативи чиновників нижчого рангу.
7 травня 2004 року президент Буш публічно вибачився за жорстоке поводження з іракськими в'язнями в Абу-Грейб, заявивши, що він «шкодує про приниження, яких зазнали іракські в'язні, і про приниження, яких зазнали їхні родини». Під час зустрічі з королем Йорданії Абдаллою II Буш наголосив королю, що йому «так само шкода, що люди, які бачили ці картини, не зрозуміли справжньої природи і серця Америки, і я запевнив його, що такі американці, як я, не оцінили те, що ми побачили, і від цього нам стало погано». Описавши зловживання «огидним» і «плямою на честі і репутації нашої країни», Буш додав, що «відповідальні за жорстоке поводження будуть притягнуті до відповідальності» і що він запобігатиме виникненню подібних зловживань у майбутньому.
Того ж дня міністр оборони США Дональд Рамсфелд під час слухань у Сенатському комітеті з питань збройних сил заявив наступне:
| Ці події відбулися під час мого перебування на посаді. Як міністр оборони, я несу за них відповідальність. Я беру на себе повну відповідальність. Мій обов'язок - оцінити те, що сталося, переконатися, що ті, хто вчинив правопорушення, будуть притягнуті до відповідальності, і внести необхідні зміни, щоб це більше не повторилося. Я відчуваю себе жахливо через те, що сталося з цими іракськими ув'язненими. Вони - люди. Вони перебували під вартою в США. Наша країна була зобов'язана ставитися до них належним чином. Ми цього не зробили. Це неправильно. Тим іракцям, які зазнали жорстокого поводження з боку військовослужбовців збройних сил США, я приношу свої найглибші вибачення. Це було не по-американськи. І це не відповідало цінностям нашої нації.Оригінальний текст (англ.) These events occurred on my watch. As Secretary of Defense, I am accountable for them. I take full responsibility. It is my obligation to evaluate what happened, to make sure those who have committed wrongdoing are brought to justice, and to make changes as needed to see that it doesn't happen again. I feel terrible about what happened to these Iraqi detainees. They are human beings. They were in U.S. custody. Our country had an obligation to treat them right. We didn't do that. That was wrong. To those Iraqis who were mistreated by members of U.S. armed forces, I offer my deepest apology. It was un-American. And it was inconsistent with the values of our nation.[75] |
Він також прокоментував саме існування доказів знущань:

| Ми функціонуємо в умовах обмежень мирного часу, з дотриманням правових вимог у ситуації воєнного часу, в інформаційну епоху, коли люди бігають з цифровими камерами і роблять ці неймовірні фотографії, а потім передають їх, всупереч закону, в ЗМІ, на наш подив, коли вони ще навіть не прибули до Пентагону.Оригінальний текст (англ.) We're functioning in a—with peacetime restraints, with legal requirements in a wartime situation, in the information age, where people are running around with digital cameras and taking these unbelievable photographs and then passing them off, against the law, to the media, to our surprise, when they had not even arrived in the Pentagon.[76] |
Рамсфелд детально проводив різницю між жорстоким поводженням і тортурами:  «Те, що було знущанням до цього часу, - це жорстоке поводження, яке, на мою думку, технічно відрізняється від катувань. Я не збираюся звертатися до слова «катування»».
Кілька сенаторів прокоментували заяву Рамсфелда:
- Ліндсі Грем заявив, що «американська громадськість повинна зрозуміти, що мова йде про зґвалтування і вбивства»[78].
- Норм Коулман прокоментував: «це було досить огидно, не те, що можна було очікувати від американців»[79].
- Бен Найтгорс Кемпбелл сказав: «Я не знаю, як ці люди потрапили в нашу армію»[80][81].

- Джим Інгоф, республіканець, член Комітету Сенату США з питань збройних сил, заявив, що події роздувають з мухи слона:  «Я, напевно, не єдиний за цим столом, кого більше обурює неподобство, ніж ставлення до нас ...  [Вони] там не через порушення правил дорожнього руху. ... ці в'язні - вони вбивці, вони терористи, вони повстанці.  ... У багатьох з них на руках, напевно, є американська кров. І тут ми дуже стурбовані тим, як ставляться до цих людей»[82].

Інші сенатори наприклад, Рон Вайден підтримали сказавши: «Я очікував, що ці фотографії будуть дуже важкими для перегляду, і це було значно гірше, ніж я очікував».
- 26 травня 2004 року Альберт Ґор виступив з різко критичною промовою щодо скандалу та війни в Іраку. Він закликав до відставки Рамсфелда, радника з національної безпеки Кондолізи Райс, директора ЦРУ Джорджа Теннета, заступника міністра оборони Пол Вулфовіца, заступника міністра оборони з питань політики Дугласа Фейта і заступника міністра оборони з питань розвідки Стівена Камбона за заохочення політики, яка призвела до знущань над іракськими в'язнями і розпалювання ненависті до американців за кордоном. Гор також назвав план війни адміністрації Буша в Іраку «некомпетентним» і охарактеризував Буша як найбільш нечесного президента з часів Річарда Ніксона. Гор прокоментував:

| «Те, що сталося в тій в'язниці в Іраку, як тепер зрозуміло, не було результатом випадкових дій кількох поганих яблук. Це був природний наслідок політики адміністрації Буша. Знущання над ув'язненими в Абу-Грейб безпосередньо випливало із зловживання правдою, що характеризувало вступ адміністрації у війну, і зловживання довірою, яку американський народ надав президенту Бушу після подій 11 вересня».Оригінальний текст (англ.) In Iraq, what happened at that prison, it is now clear, is not the result of random acts of a few bad apples. It was the natural consequence of the Bush Administration policy. The abuse of the prisoners at Abu Ghraib flowed directly from the abuse of the truth that characterized the administration's march to war and the abuse of the trust that had been placed in President Bush by the American people in the aftermath of Sept. 11th.[84][85] |
Ці викриття також стали поштовхом до створення «Доповіді Фея», названої на честь її провідного автора Джорджа Фея, а також «Доповіді Тагуби».
Після такого резонансу генерал-майор Дуглас Стоун був призначений наглядати за реформуванням американської системи утримання під вартою в Іраку. За повідомленнями, умови утримання під вартою покращилися до моменту виведення американських військ.

#### Медіа
Кілька періодичних видань, включаючи The New York Times і The Boston Globe, закликали Рамсфелда піти у відставку.
Правий радіоведучий Раш Лімбо стверджував, що події роздувають з мухи слона, заявляючи, що «це нічим не відрізняється від того, що відбувається під час ініціації «Череп і кістки», і ми збираємося зруйнувати життя людей через це, ми збираємося перешкоджати нашим військовим, а потім ми збираємося по-справжньому побити їх, тому що вони добре провели час. Знаєте, цих людей обстрілюють щодня.  Я говорю про людей, які добре проводять час, ці люди, ви коли-небудь чули про емоційну розрядку? Ви коли-небудь чули про необхідність випустити пару?».
Консервативний ведучий ток-шоу Майкл Севідж сказав: «Замість того, щоб вставляти джойстики, я б хотів, щоб в їхні отвори заклали динаміт, нам потрібно більше тактики приниження, а не менше». Він неодноразово називав в'язницю Абу-Грейб в'язницею «Захопи араба».

#### Реакція Іраку
Новинний сайт AsiaNews цитує Яхію Саїда, іракського науковця з Лондонської школи економіки: «В Іраку сприйняли [новину про Абу-Грейб] напрочуд стримано. Частково це було пов'язано з тим, що чутки та небилиці, а також правдиві історії про знущання, масові зґвалтування та катування у в'язницях та під вартою коаліції ходили вже давно. Тож порівняно з тим, про що тут говорили люди, картини досить доброякісні. Тут немає нічого несподіваного. Насправді більшість людей запитує ось що: чому вони з'явилися саме зараз? Люди в Іраку завжди підозрюють, що відбувається якась інтрига, що є якийсь план, що оприлюднення фотографій відбувається саме зараз».
Репортер CNN Бен Ведеман повідомив, що реакція Іраку на вибачення Джорджа Буша за знущання в Абу-Грейб була «неоднозначною»: «Деякі люди реагують позитивно, кажучи, що він вийшов, що він відверто і відкрито займається цією проблемою, що він сказав, що причетні до знущань будуть покарані. З іншого боку, є чимало інших, які кажуть, що цього просто недостатньо, що вони - багатьох відзначили, що не було відвертих вибачень з боку президента за цей інцидент. І, власне, у мене з собою зараз багдадська газета, яка називається «Дар-ес-Салам». Вона випускається Ісламською партією Іраку.  У ній йдеться про те, що вибачень недостатньо за катування... іракських в'язнів».
Генерал Стенлі Маккристал, який обіймав кілька командних посад під час війни в Іраку та Афганістані, розповів: «З мого досвіду, ми виявили, що майже кожен джихадист, який вперше став на шлях боротьби, стверджував, що Абу-Грейб вперше підштовхнув його до дій». Він також наголосив, що «жорстоке поводження із затриманими дискредитує нас. ... Фотографії [з] Абу-Грейб стали відступом для американських зусиль в Іраку. Одночасно підриваючи довіру американців до того, як діє Америка, і створюючи або посилюючи негативне сприйняття американських цінностей в усьому світі, вона підживлювала насильство".

#### Реакція у світі

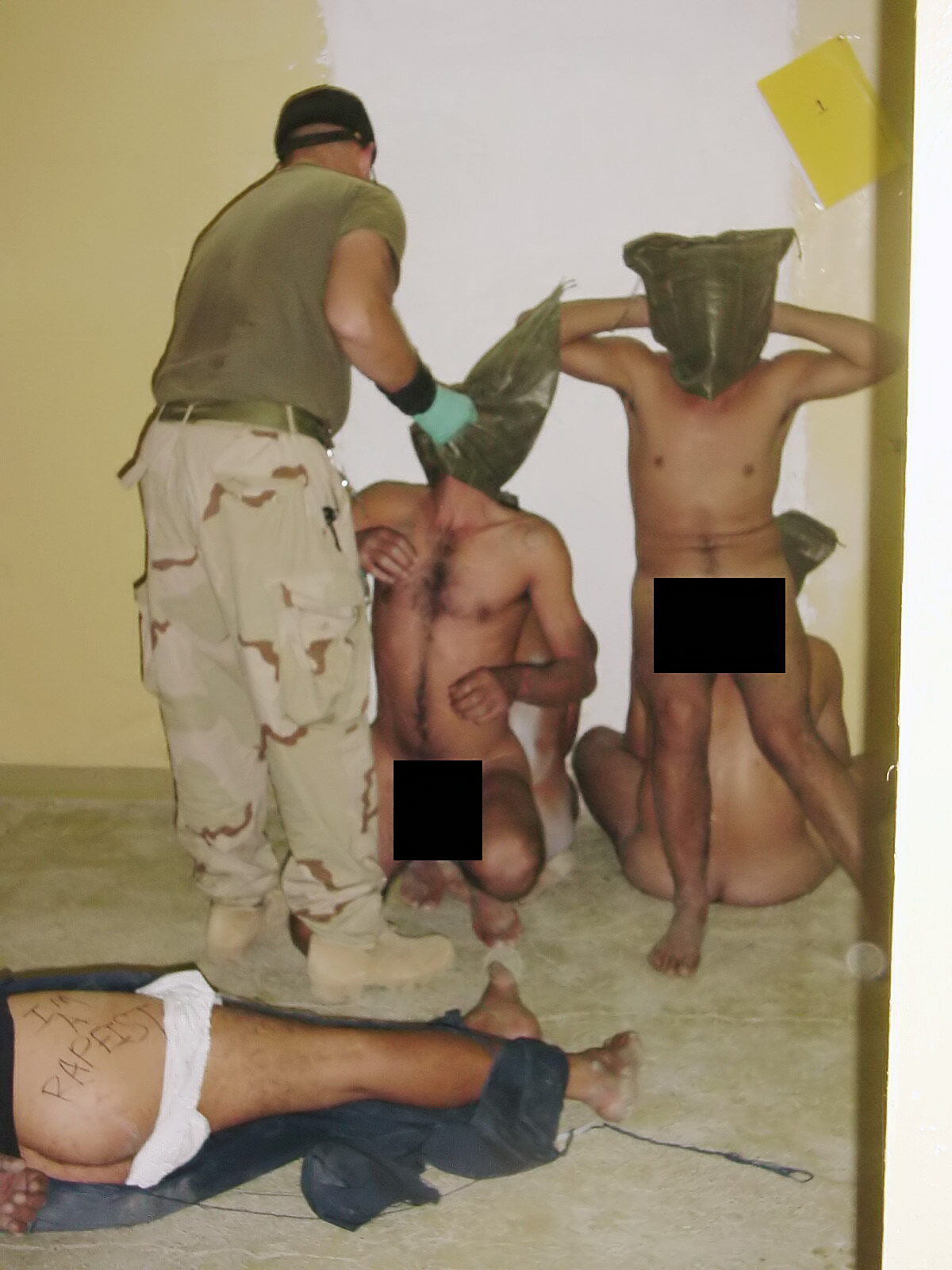
На фотографії, опублікованій у 2006 році, зображено кількох оголених іракців у капюшонах, у одного з яких на стегні написано «Я ґвалтівник».

Тортури? Більш серйозний удар для Сполучених Штатів, ніж теракти 11 вересня 2001 року. За винятком того, що удар був нанесений не терористами, а американцями проти самих себе.
- Архиєпископ Джованні Лайоло, міністр закордонних справ Святого Престолу.
На обкладинці британського періодичного видання «Економіст», яке підтримувало президента Буша на виборах 2000 року, було розміщено фотографію катувань зі словами «Рамсфелд, йди у відставку».
Бахрейнська англомовна газета «Daily Tribune» писала 5 травня 2004 року, що «картини від яких кипить кров, змусять ще більше людей в Іраку і за його межами сповнитися рішучості здійснити напади проти американців і британців». 
Катарська арабомовна газета «Al-Watan» передбачила 3 травня 2004 року, що через знущання «іракці зараз дуже розлючені, і це призведе до помсти, щоб відновити принижену гідність».
10 травня 2004 року до кількох могил на військовому кладовищі Співдружності в місті Газа були прикріплені плакати зі свастикою та фотографіями знущань над в'язнями Абу-Грейб. Тридцять дві могили солдатів, загиблих у Першій світовій війні, були осквернені або зруйновані. 
У листопаді 2008 року лорд Бінгем, колишній лорд права Великобританії, описуючи поводження з іракськими ув'язненими в Абу-Грейб, сказав: «Особливе занепокоєння у прихильників верховенства права викликає цинічна відсутність турботи про міжнародну законність серед деяких високопосадовців в адміністрації Буша».

#### Науковий аналіз
У книзі Філіпа Зімбардо «Ефект Люцифера» 2007 року згадується про зловживання в Абу-Грейб на підтвердження висновків психологічного Стенфордського тюремного експерименту 1971 року.
У 2008 році науковці Алетт Смейлерс і Сандер ван Нікерк опублікували статтю під назвою «Абу-Грейб і війна з тероризмом - справа проти Дональда Рамсфелда?». На думку авторів, теракти 11 вересня призвели до того, що громадськість почала вимагати від президента США Джорджа Буша вжити заходів, які б запобігли подальшим атакам. Цей тиск призвів до початку війни з тероризмом. Смейлерс і ван Нікерк стверджують, що оскільки ворогами у війні з тероризмом вважалися особи без громадянства, а загрози включали екстремальні стратегії, такі як підрив терористів-смертників, адміністрація Буша перебувала під тиском, що змушував її діяти рішуче у війні з тероризмом. Крім того, ця тактика створила враження, що «законні» методи, які використовувалися в холодній війні, не принесуть великої користі. У статті зазначається, що віце-президент Дік Чейні заявив, що Сполученим Штатам «довелося працювати на темній стороні», і що їм довелося «використовувати будь-які засоби, які є в їхньому розпорядженні». Смейлерс і ван Нікерк вважають, що знущання в Абу-Грейб були санкціонованими державою злочинами. Науковець Мішель Браун погоджується з даними висновками.
Ряд феміністичних вчених досліджували, як ідеї маскулінності та раси, ймовірно, вплинули на насильство, скоєне в Абу-Грейб. Лаура Шьоберг, наприклад, стверджує, що сексуальне приниження ув'язнених мало на меті відзначити «перемогу гегемонної американської маскулінності над підпорядкованою іракською маскулінністю». Аналогічно, книга Джасбір Пуар «Терористичні збори: Гомонаціоналізм у квір-часи» (2007) досліджує реакцію феміністок, квір-спільноти та американського уряду на фотографії з Абу-Грейб. У своєму аналізі Пуар опирається на квір-теорію та біополітику і вводить термін «гомонаціоналізм», скорочено від «гомонормативний націоналізм». Вона обговорює ідеї про те, що переконання солдатів в американській культурній вищості над «сексуально репресованими» і «гомофобними» ув'язненими мусульманами було використано для дегуманізації жертв.

## Суди

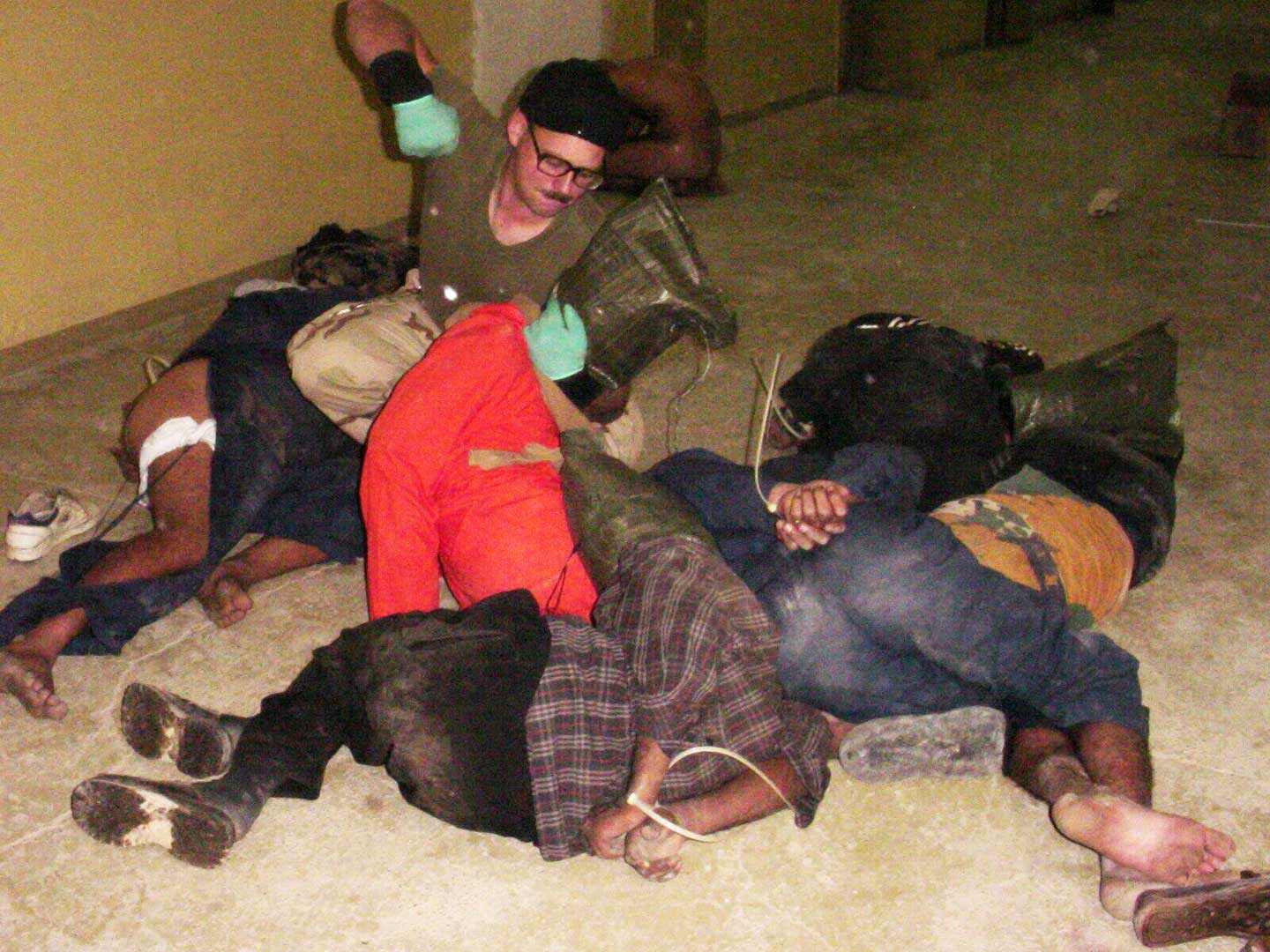
Американський військовослужбовець Чарльз Грейнер б'є в'язнів

З 2004 року по серпень 2007 року військовий трибунал розглянув понад 11 справ американських охоронців, троє з них не отримали тюремний термін.
- Полковник Томас Паппас був звільнений з посади 13 травня 2005 року після того, як отримав позасудове покарання за два випадки невиконання службових обов'язків, у тому числі за те, що дозволив собакам бути присутніми під час допитів. Він був оштрафований на $8000 відповідно до положень статті 15 Єдиного кодексу військової юстиції (позасудове покарання). Паппас також отримав генеральську догану, що фактично завершило його військову кар'єру. Тюремний вирок не отримано.

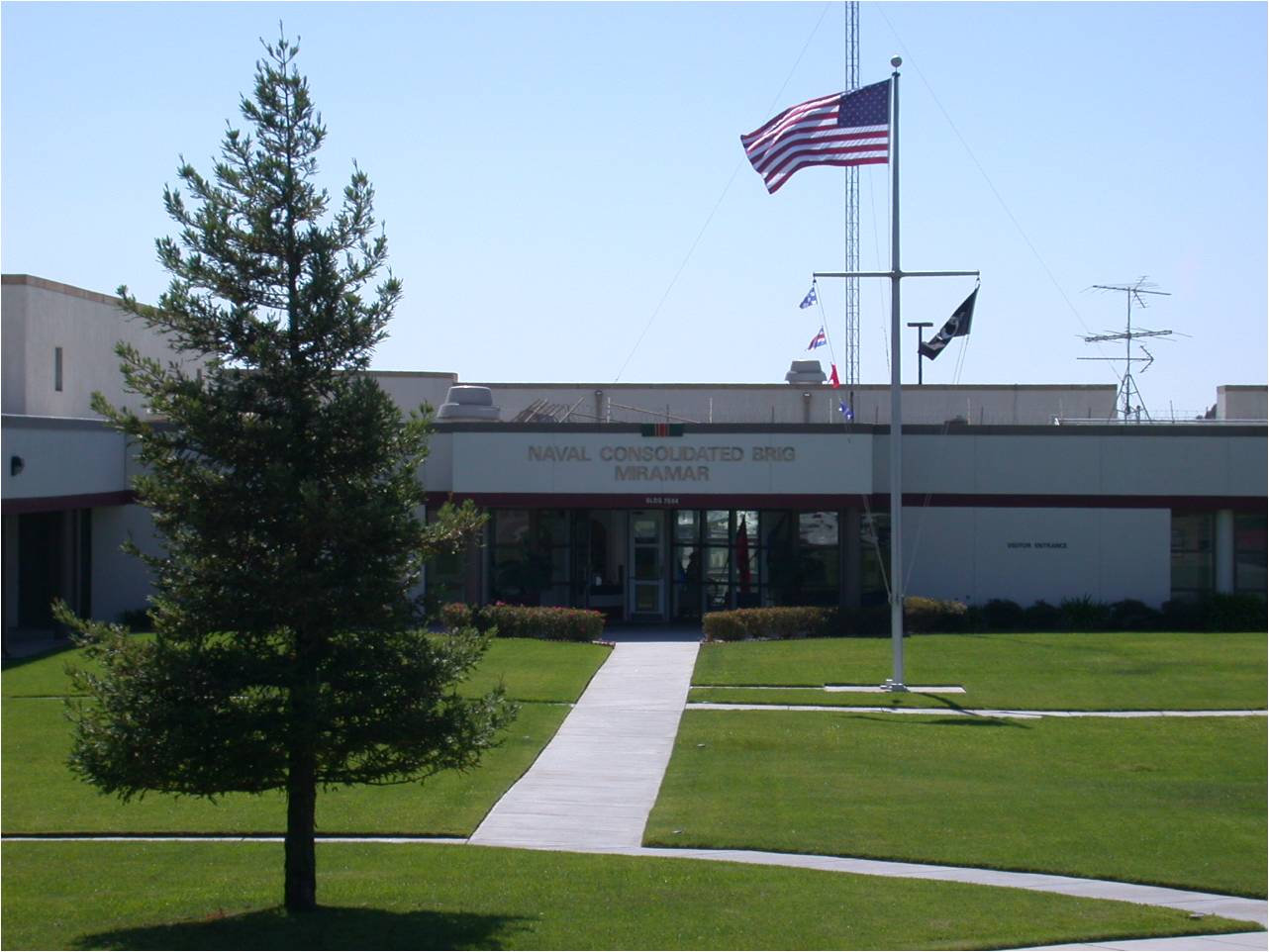
Військово-морська об'єднана бригада, Мірамар, де відбували покарання Інгланд і Гарман

- Підполковник Стівен Л. Джордан став другим високопоставленим офіцером, проти якого 29 квітня 2006 року були висунуті звинувачення у зв'язку зі зловживаннями в Абу-Грейб[102]. До суду над ним вісім з дванадцяти звинувачень проти нього були зняті, в тому числі два найсерйозніших, після того, як генерал-майор Джордж Фей визнав, що не зачитав Джордану його права перед тим, як допитати його. 28 серпня 2007 року з Джордана були зняті всі звинувачення, пов'язані з жорстоким поводженням з ув'язненими, він отримав догану за невиконання наказу не обговорювати розслідування 2004 року щодо цих звинувачень[103].

- Бригадна генералка Дженіс Карпінські, яка була начальницею в'язниці, була понижена у званні до полковницького 5 травня 2005 року. В інтерв'ю BBC Карпінські заявила, що з неї роблять цапа-відбувайла і що слід запитати головного американського командувача в Іраку, генерала Рікардо Санчеса, що йому відомо про зловживання[104]. У 2014 році Карпінські розповіла журналістці, що в той час співробітники військової розвідки повідомили їй, що 75% ув'язнених були не винні у злочинах, в яких їх звинувачували, і були затримані просто тому, що опинилися не в тому місці і не в той час. Пізніше вона дізналася, що ця цифра наближається до 90%. [105][106]

- Підполковник Стівен Л. Джордан став другим високопоставленим офіцером, проти якого 29 квітня 2006 року були висунуті звинувачення у зв'язку зі зловживаннями в Абу-Грейб[102]. До суду над ним вісім з дванадцяти звинувачень проти нього були зняті, в тому числі два найсерйозніших, після того, як генерал-майор Джордж Фей визнав, що не зачитав Джордану його права перед тим, як допитати його. 28 серпня 2007 року з Джордана були зняті всі звинувачення, пов'язані з жорстоким поводженням з ув'язненими, він отримав догану за невиконання наказу не обговорювати розслідування 2004 року щодо цих звинувачень[103].

- Спеціалістка Сабріна Гарман була засуджена 17 травня 2005 року до шести місяців ув'язнення і звільнення за погану поведінку після того, як була визнана винною за шістьма з семи пунктів обвинувачення. Раніше їй загрожувало максимальне покарання у вигляді п'яти років позбавлення волі. Гарман відбувала покарання на військово-морській об'єднаній бригаді в Мірамарі[107][108].

- Спеціалістка Меган Амбюль була засуджена 30 жовтня 2004 року за невиконання службових обов'язків. Її з ганьбою звільнили, понизили в званні до рядової і наказали позбавити її півмісячного заробітку[109].

- Спеціаліст Ізраель Рівера, який був присутній під час знущань 25 жовтня, перебував під слідством, але так і не був звинувачений і не дав свідчень проти інших солдатів[110][111].

- Спеціаліст Чарльз Грейнер був визнаний винним 14 січня 2005 року у змові з метою жорстокого поводження з ув'язненими, нездатності захистити ув'язнених від зловживань, жорстокого поводження, а також у нападі, непристойності, подружній зраді та перешкоджанні правосуддю. 15 січня 2005 року він був засуджений до 10 років позбавлення волі, звільнення з ганьбою і пониження у званні до рядового. Грейнер був умовно-достроково звільнений з американської військової в'язниці Форт-Лівенворт 6 серпня 2011 року, відсидівши шість з половиною років.[112][11][113]

- Старший сержант Айвен Фредерік 20 жовтня 2004 року визнав себе винним у змові, невиконанні службових обов'язків, жорстокому поводженні з затриманими, нападі та вчиненні непристойних дій в обмін на зняття інших звинувачень. Його зловживання включали примушування трьох ув'язнених до мастурбації. Надмірна жорстокість а саме, удар одного в'язня в груди, через що той потребував реанімації. Він був засуджений до восьми років позбавлення волі, позбавлення платні, звільнення з ганьбою і пониження в званні до рядового.[114][115][116][117] Він був умовно-достроково звільнений у жовтні 2007 року після чотирьох років ув'язнення.[118][119]

- Сержант Джавал Девіс визнав себе винним 4 лютого 2005 року у невиконанні службових обов'язків, неправдивих офіційних заявах та побитті. Його засудили до шести місяців ув'язнення, пониження у званні до рядового і звільнення за погану поведінку. Девіс зізнався, що наступав на руки і ноги групі затриманих у наручниках і падав на них усією своєю вагою[120].

- Спеціаліст Джеремі Сівіц був засуджений 19 травня 2004 року спеціальним військовим трибуналом до максимального терміну ув'язнення в один рік, а також до звільнення за погану поведінку і пониження у званні до рядового, після того, як він визнав свою провину[121]. Помер від COVID-19 у 2022 році.

- Спеціаліст Армін Круз був засуджений 11 вересня 2004 року до восьми місяців ув'язнення, пониження у званні до рядового і звільнення за погану поведінку в обмін на його свідчення проти інших солдатів[111].

- Спеціаліст Роман Крол 1 лютого 2005 року визнав себе винним у змові та жорстокому поводженні з ув'язненими в Абу-Грейб. Його засудили до десяти місяців ув'язнення, пониження у званні до рядового і звільнення за погану поведінку[122].

- Рядова першого класу Лінді Інгланд була визнана винною 26 вересня 2005 року за одним пунктом звинувачення у змові, чотирма пунктами звинувачення у жорстокому поводженні з ув'язненими і одним пунктом звинувачення у вчиненні непристойних дій. Її виправдали за другим звинуваченням у змові. Інгланд загрожувало максимальне покарання у вигляді десяти років позбавлення волі. Вона була засуджена 27 вересня 2005 року до трьох років ув'язнення, позбавлення всіх виплат і надбавок, пониження у званні до рядового (Е-1) і була звільнена з позором[116]. Відбувала покарання на військово-морській об'єднаній бригаді в Мірамарі[123]. Була умовно-достроково звільнена 1 березня 2007 року, відсидівши один рік і п'ять місяців[123].

- Сержант Сантос Кардона був засуджений за невиконання службових обов'язків і напад при обтяжуючих обставинах, що є еквівалентом тяжкого злочину в системі цивільного правосуддя США. Кардона був засуджений до 90 днів каторжних робіт, які він відбував у Форт-Брегг, Північна Кароліна[124]. Його також оштрафували і понизили в посаді. Кардона не зміг повторно вступити на військову службу через судимість. Однак 29 вересня 2007 року Кардона з почестями звільнився з армії[125]. У 2009 році він загинув під час бойових дій, працюючи урядовим підрядником в Афганістані[125].

- Сержант Майкл Сміт був визнаний винним 21 березня 2006 року за двома пунктами обвинувачення у жорстокому поводженні з в'язнями, одним пунктом обвинувачення у простому нападі, одним пунктом обвинувачення у змові з метою жорстокого поводження, одним пунктом обвинувачення у невиконанні службових обов'язків і останнім пунктом обвинувачення у непристойному вчинку і засуджений до 179 днів ув'язнення, штрафу у розмірі 2250 доларів США, пониження у званні до рядового та звільнення за погану поведінку[126].

- Дональд Рамсфелд заявив у лютому 2005 року, що внаслідок скандалу з Абу-Грейб він двічі пропонував піти у відставку з посади міністра оборони, але президент США Джордж Буш відхилив обидві пропозиції[127].

- Джей Байбі, автор меморандуму Міністерства юстиції, який визначає катування як дії, що спричиняють біль, еквівалентний болю під час смерті та відмови органів[128], був номінований президентом Бушем до Дев'ятого окружного апеляційного суду, де він розпочав роботу у 2003 році[129].

- Майкл Чертофф, який як керівник кримінального відділу Міністерства юстиції консультував ЦРУ щодо зовнішніх меж законності під час примусових допитів, був обраний президентом Бушем для вакансії міністра внутрішньої безпеки, через відставку Тома Ріджа[130][131].

- З безпосереднього оперативного керівника Карпінські і заступника Санчеса, генерал-майора Волтера Войдаковського, були зняті всі звинувачення, а згодом його призначили начальником піхотного училища армії США у Форт-Беннінгу[132].

- Начальниця Паппаса, Барбара Фаст, згодом була призначена начальницею розвідувального центру армії США у форті Уачука.[133]

Заключний звіт Незалежної групи з перевірки операцій Міністерства оборони з утримання під вартою конкретно звільняє військове і політичне керівництво США від відповідальності: «Міністерство оборони не знайшло доказів того, що організації рівня вище 800-ї бригади або 205-ї бригади  були безпосередньо причетні до інцидентів в Абу-Грейб».
В роботі юридичної комісії брав активну участь психолог і організатор Стенфордського тюремного експерименту Філіп Зімбардо, який дуже зацікавився подробицями цієї історії. Його стурбувало, що зусилля офіційних військових і уряду були спрямовані на звинувачення в зловживаннях кількох «паршивих овець», замість того щоб визнати це системними проблемами офіційно встановленої військової системи виконання покарання.
Фактично, Зімбардо опинився в команді юристів, що захищала одного з наглядачів в'язниці штаб-сержанта Айвена «Чіп» Фредеріка. Зімбардо мав доступ до всіх слідчим документами та документами з обмеженим доступом, а також свідчив як свідок-експерт на військовому трибуналі Фредеріка, який був засуджений до восьми років ув'язнення (жовтень 2004)
Зімбардо використав свій досвід у справі Фредеріка при написанні книги «Ефект Люцифера: Осмислення перетворення добрих людей на злих», яка передбачає, що між Стенфордським експериментом і зловживаннями в Абу-Грейбі є багато спільного.

## Правові питання

### Міжнародне право
Оскільки більша частина зловживань відбувалася під час окупації Іраку Сполученими Штатами в рамках Коаліційної тимчасової адміністрації (КТА), до цієї ситуації застосовувалася Загальна стаття 2 Женевських конвенцій (яка регулює правила, що застосовуються до міжнародних збройних конфліктів). Стаття гласить:

| На додаток до положень, які застосовуються в мирний час, ця Конвенція застосовується до всіх випадків оголошеної війни або будь-якого іншого збройного конфлікту, який може виникнути між двома або більше Високими Договірними Сторонами, навіть якщо стан війни не визнається однією з них. Конвенція також застосовується до всіх випадків часткової або повної окупації території Високої Договірної Сторони, навіть якщо ця окупація не зустрічає збройного опору.[136][137][138][139]Оригінальний текст (англ.) In addition to the provisions which shall be implemented in peacetime, the present Convention shall apply to all cases of declared war or of any other armed conflict which may arise between two or more of the High Contracting Parties, even if the state of war is not recognized by one of them. The Convention shall also apply to all cases of partial or total occupation of the territory of a High Contracting Party, even if the said occupation meets with no armed resistance. |
Сполучені Штати ратифікували IV Гаазьку конвенцію 1907 року «Закони і звичаї сухопутної війни», Третю і Четверту Женевські конвенції, а також Конвенцію Організації Об'єднаних Націй проти катувань. Адміністрація Буша зайняла наступну позицію: «І Сполучені Штати, і Ірак є учасниками Женевських конвенцій. Сполучені Штати визнають, що ці договори є обов'язковими для виконання у війні за «визволення Іраку»».

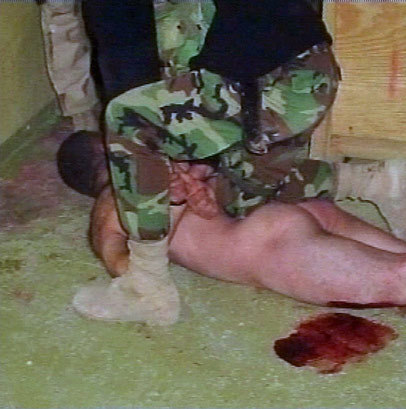
Ув'язнений після цькування та укусу собаки

Конвенція проти катувань визначає катування в наступних термінах: 
Для цілей цієї Конвенції термін «катування» означає будь-яку дію, якою особі умисно заподіюють сильний біль або страждання, фізичне чи моральне, щоб отримати від неї або третьої особи відомості чи визнання, покарати її за дії, які вчинила вона або третя особа чи у вчиненні яких вона підозрюється або залякування чи примушування її або третьої особи, або з будь-якої причини, заснованої на дискримінації будь-якого виду, коли такий біль або страждання завдаються державною посадовою особою чи іншою особою, яка виступає в офіційній якості, або з її підбурювання, або з її відома чи мовчазної згоди. Воно не включає біль або страждання, що виникають лише внаслідок, невід'ємно пов'язані або випадково спричинені законними санкціями.
— Конвенція Організації Об'єднаних Націй проти катувань, (стаття 1)
За даними Human Rights Watch:

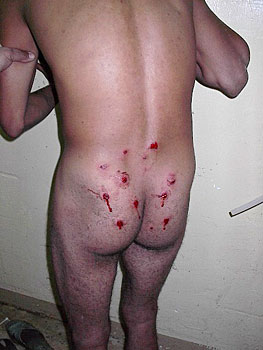
Ув'язнений з пораненнями, можливо, від гумових боєприпасів.

Затримані Аль-Каїди, швидше за все, не отримають статусу військовополонених, але Конвенції все одно надають чіткий захист усім особам, які утримуються під час міжнародного збройного конфлікту, навіть якщо вони не мають права на статус військовополоненого. Такий захист включає право на свободу від примусових допитів, право на справедливий судовий розгляд у разі звинувачення у вчиненні кримінального правопорушення, а у випадку затриманих цивільних осіб - право періодично оскаржувати обґрунтування продовження тримання під вартою, що пов'язане з міркуваннями безпеки.
Міжнародний Комітет Червоного Хреста (МКЧХ) у своїй конфіденційній доповіді Коаліційним силам (КС) у лютому 2004 року дійшов висновку, що він задокументував «серйозні порушення» міжнародного права у зв'язку з ув'язненими, яких утримують в Іраку. МКЧХ додав, що його звіт «встановлює, що особи, позбавлені волі, стикаються з ризиком бути підданими процесу фізичного і психологічного примусу, в деяких випадках рівносильного тортурам, на ранніх стадіях процесу інтернування». У звіті МКЧХ описано кілька серйозних порушень. Серед них - жорстоке поводження з особами, які перебувають під захистом, під час затримання та попереднього ув'язнення, що іноді призводило до смерті або тяжких тілесних ушкоджень; неповідомлення про арешт осіб, позбавлених волі, їхнім сім'ям, що спричиняло дистрес серед осіб, позбавлених волі, та членів їхніх сімей; фізичний або психологічний примус під час допиту з метою отримання інформації; тривале одиночне ув'язнення в камерах, позбавлених денного світла; надмірне та непропорційне застосування сили до осіб, позбавлених волі, що призвело до смерті або поранення під час їхнього перебування в місцях несвободи.
Деякі юристи вважають, що Сполучені Штати можуть бути зобов'язані судити деяких своїх солдатів за військові злочини. Відповідно до Третьої та Четвертої Женевських конвенцій, військовополонені та цивільні особи, затримані під час війни, не можуть піддаватися поводженню, що принижує їхню гідність, і порушення цього розділу є «серйозним порушенням». У звіті про в'язниці в Іраку від 5 листопада 2003 року, генерал-майор армії Дональд Райдер (Donald J. Ryder) заявив, що умови утримання ув'язнених в Іраку іноді порушують Женевські конвенції.

### Резолюція Організації Об'єднаних Націй 1546
У грудні 2005 року Джон Пейс, керівник відділу з прав людини Місії ООН з надання допомоги Іраку (UNAMI), розкритикував практику утримання американськими військовими іракських в'язнів в в'язницях, таких як Абу-Грейб. Пейс заявив, що ця практика не була санкціонована Резолюцією ООН 1546, згідно з якою уряд США стверджував, що має законний мандат, який дозволяє йому продовжувати окупацію Іраку. Пейс наголосив: «Всі, крім тих, кого утримує Міністерство юстиції, технічно кажучи, утримуються всупереч закону, тому що Міністерство юстиції є єдиним органом, який за законом має право затримувати, утримувати будь-кого у в'язниці.  По суті, жодна з цих людей не має реального доступу до захисту, і тому ми говоримо ... про повний крах системи захисту особи в цій країні».

### Меморандуми про тортури
Альберто Гонсалес та інші високопоставлені юристи адміністрації стверджували, що ув'язнені в таборі в Гуантанамо та інших подібних в'язницях повинні вважатися «незаконними комбатантами» і не підлягають захисту Женевських конвенцій. Ці висновки були опубліковані в кількох меморандумах, відомих сьогодні як «Меморандуми про тортури», у серпні 2002 року Офісом юридичного радника (OLC) Міністерства юстиції США. Меморандуми були написані Джоном Ю, заступником помічника генерального прокурора в OLC, а два з трьох підписані його начальником Джеєм С. Байбі (останній був призначений федеральним суддею в 2003 році, починаючи з 21 березня 2003 року). Додатковий меморандум було видано 14 березня 2003 року, після відставки Байбі і безпосередньо перед американським вторгненням до Іраку. У ній Ю дійшов висновку, що федеральні закони, які забороняють застосування тортур, не поширюються на практику США за кордоном. Гонсалес зауважив, що відмова у покритті Женевських конвенцій «суттєво зменшує загрозу внутрішнього кримінального переслідування за Законом про воєнні злочини». Конгресмен Елізабет Хольцман написала, що заява Гонсалеса свідчить про те, що політика була розроблена таким чином, щоб дії американських чиновників не могли вважатися військовими злочинами.

### Інші судові розгляди
У справі «Хамдан проти Рамсфельда» (2006) Верховний суд США постановив, що третя стаття Женевських конвенцій застосовується до всіх затриманих під час війни з тероризмом. В ній йдеться про те, що військові трибунали, які судили підозрюваних, порушували американське та міжнародне законодавство. Зазначалося, що президент не може одноосібно створювати такі трибунали, а Конгрес повинен санкціонувати засоби, за допомогою яких затримані могли б зустрітися зі своїми обвинувачами і оскаржити своє затримання. На момент винесення рішення суду США воювали у співпраці з визнаними територіальними урядами (включаючи Ісламську Республіку Афганістан та федеральний уряд Іраку) у війні з тероризмом проти насильницьких недержавних суб'єктів, а отже, третя стаття була обов'язковою для США, але не друга.
27 червня 2011 року Верховний суд США відмовився розглядати апеляції на позови групи з 250 іракців, які хотіли подати до суду на CACI International Inc. і Titan Corp. (нині дочірню компанію L-3 Communications), двох приватних підрядників в'язниці Абу-Грейб, за звинуваченнями у зловживаннях з боку допитувачів і перекладачів у в'язниці. Позови були відхилені судами нижчих інстанцій на підставі того, що компанії мали похідний суверенний імунітет від позовів на підставі їхнього статусу державних підрядників відповідно до доктрини переважного права на полі бою. 

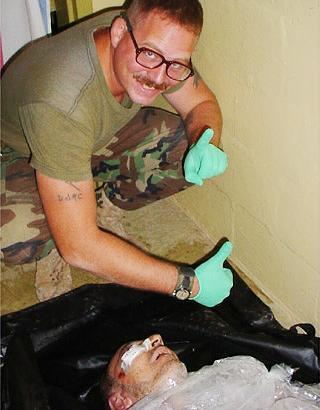
Чарльз Грейнер позує над тілом Манаделя аль-Джамаді, після того, як його замучили до смерті співробітники ЦРУ.

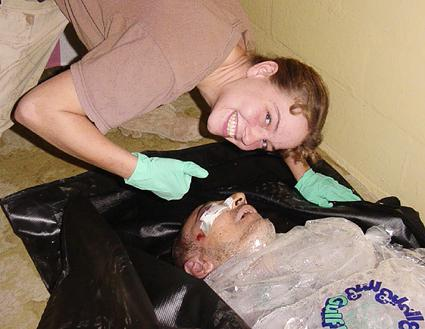
Сабріна Гарман позує над тілом Манаделя аль-Джамаді, після того, як його замучили до смерті співробітники ЦРУ.

14 листопада 2006 року в Німеччині було розпочато судовий процес із застосуванням універсальної юрисдикції проти Дональда Рамсфелда, Альберто Гонсалеса, Джона Ю, Джорджа Тенета та інших за їхню ймовірну причетність до жорстокого поводження з ув'язненими під час виконання ними командних обов'язків. 27 квітня 2007 року Генеральний прокурор Німеччини Моніка Хармс оголосила, що уряд не буде висувати звинувачення проти Рамсфельда та 11 інших американських посадовців, заявивши, що ці звинувачення не є обґрунтованими, зокрема, через відсутність достатніх доказів того, що дії відбувалися на німецькій землі, а також через те, що обвинувачені не проживають в Німеччині. 
У червні 2011 року Міністерство юстиції оголосило, що розпочинає розслідування великою колегією присяжних проти дій ЦРУ, в результаті яких загинув ув'язнений.
У червні 2014 року апеляційний суд США в Річмонді, штат Вірджинія, постановив, що закон 18-го століття, відомий як «Закон про делікти щодо іноземців», дозволяє негромадянам США звертатися до американських судів за порушення «права націй або договору Сполучених Штатів». Це дозволило б постраждалим іракцям подати позов проти підрядника CACI International. Співробітників CACI International звинувачують у заохоченні тортур і жорстокого поводження, а також в участі в них, оскільки четверо іракців стверджують, що під час перебування у в'язниці їх «неодноразово били по голові електрошокером», «били палицею по геніталіях» і змушували спостерігати за «зґвалтуванням ув'язненої жінки» .
Станом на квітень 2024 року федеральне цивільне журі Александрії, штат Вірджинія, вирішувало, чи притягати CACI до відповідальності за катування її співробітниками трьох іракських громадян у в'язниці Абу-Грейб. Справа закінчилася тим, що присяжні не змогли дійти згоди, оскільки більшість присяжних вважали, що CACI має нести відповідальність, і 30 жовтня розпочався повторний судовий розгляд. 12 листопада 2024 року федеральний суд визнав CACI Premier Technology відповідальною за причетність до катувань і зобов'язав CACI виплатити кожному з трьох позивачів по 3 мільйони доларів компенсації, а також по 11 мільйонів доларів штрафних санкцій, що в сумі становить 42 мільйони доларів.  Хоча суд встановив, що співробітники CACI не брали безпосередньої участі в порушеннях прав людини, він дійшов висновку, що слідчі давали вказівки військовій поліції «пом'якшувати» полонених для допиту шляхом жорстокого поводження з ними.

### Закон про військові комісії 2006 року
Критики вважають Закон про військові комісії 2006 року законом про амністію за злочини, скоєні під час війни з тероризмом, який заднім числом переписує Закон про військові злочини . Він скасував процедуру Habeas corpus для затриманих іноземців, що фактично унеможливило оскарження затриманими злочинів, скоєних проти них.

## Подальший розвиток подій
29 жовтня 2007 року були опубліковані спогади солдата, який перебував у в'язниці Абу-Грейб в Іраку з 2005 по 2006 рік. Вони називаються «Torture Central» та містять хроніку багатьох подій, про які раніше не повідомлялося в ЗМІ, в тому числі тортури, що тривали в Абу-Грейб більше року після публікації фотографій знущань.
У 2010 році остання з в'язниць була передана під управління іракського уряду. У статті Ассошіейтед Прес говориться:
Незважаючи на Абу-Грейб - або, можливо, завдяки реформам, що відбулися після нього, - нещодавно в'язні заявили, що в американській в'язниці з ними поводяться набагато краще, ніж в іракських тюрмах.
У вересні 2010 року Amnesty International попередила у звіті «Новий порядок, ті ж зловживання; незаконні затримання і тортури в Іраку», що до 30 000 ув'язнених, серед яких багато ветеранів американської системи ув'язнення, залишаються безправними в Іраку і часто піддаються тортурам і жорстокому поводженню.  Крім того, він описує систему утримання під вартою, яка не змінилася з часів режиму Саддама Хусейна, коли порушення прав людини були повсюдними, а свавільні арешти і таємне утримання під вартою - звичайним явищем, як і відсутність підзвітності у збройних силах. Малкольм Смарт, директор Amnesty на Близькому Сході та в Північній Африці, доповнив: «Силовики Іраку відповідальні за порушення прав затриманих, а також за те, що їм дозволяли це робити: «Сили безпеки Іраку відповідальні за систематичні порушення прав затриманих, і їм це дозволялося. Влада США, чия власна репутація щодо дотримання прав затриманих була настільки поганою, тепер передала тисячі людей, затриманих американськими силами, на поталу незаконності, насильства і зловживань, знімаючи з себе будь-яку відповідальність за дотримання їхніх прав людини».
22 жовтня 2010 року майже 400 000 секретних польових звітів і військових журналів армії Сполучених Штатів, в яких детально описуються тортури, страти без суду і слідства та військові злочини, були передані британській газеті The Guardian та кільком іншим міжнародним медіа-організаціям через сайт викривачів WikiLeaks. Серед іншого, в журналах детально описано, як американська влада не розслідувала сотні повідомлень про знущання, тортури, зґвалтування і навіть вбивства з боку іракських поліцейських і солдатів, чия поведінка була систематичною і зазвичай безкарною, а також те, що американські війська роками знущалися над ув'язненими навіть після скандалу в Абу-Грейбі.
У 2013 році агентство Ассошіейтед Прес повідомило, що компанія Engility Holdings з Шантіллі, штат Вірджинія, виплатила 5,28 мільйона доларів США 71 колишньому ув'язненому, яких утримували в Абу-Грейб та інших місцях ув'язнення під контролем США в період з 2003 по 2007 рік. Мирова угода стала першою успішною спробою ув'язнених отримати відшкодування за пережиті ними зловживання.
У 2014 році уряд Іраку закрив в'язницю Абу-Грейб на невизначений термін через побоювання, що ІДІЛ захопить цей об'єкт.
У листопаді 2024 року, більш ніж через два десятиліття, троє колишніх в'язнів в'язниці Абу-Грейб отримали 42 мільйони доларів після того, як суд присяжних визнав CACI винним у змові з військовою поліцією з метою жорстокого поводження з ув'язненими.

## Висвітлення подій у мистецтві

### Мистецтво
- У 2004 році Міжнародний центр фотографії в Нью-Йорку та Музей Енді Воргола в Пітсбурзі представили фотовиставку «Незручні докази».[179]
- Скандал з тортурами був провокативно висвітлений художником Фернандо Ботеро і неоднозначно обговорювався[180][181][182][183][184].
- Музей Рима у Трастевере показував листівки Сьюзен Кріл на виставці «Абу-Грейб. Зловживання владою» у 2007 році[185].
- Деніел Хейман показав портрети жертв Абу-Грейб на виставці «Мені шкода, це важко починати» в Браунському університеті в Провіденсі в 2007 році[186].
- На Берлінському бієнале 2022 року лабіринт жаху, створений з фотографій французького художника Жан-Жака Лебеля в Рікхаллені Гамбурзького вокзалу, викликав ажіотаж і лист протесту від митців[187][188][189][190].

### У кіно
- Турецький художній фільм Долина вовків: Ірак показує сцени катувань у в'язниці Абу-Грейб.
- Документальний фільм Стандартна операційна процедура Еррола Морріса вражаюче висвітлює історію, що стоїть за цими кадрами, і дає голос злочинцям.
- Документальний фільм режисера Рорі Кеннеді Привиди Абу-Грейб, знятий у 2007 році, дає голос як жертвам, так і злочинцям, і порівнює їх з експериментом Мілґрема.
- Фотографії скандалу показані у фільмі Альфонсо Куарона Останній нащадок Землі 2006 року.
- Військовий фільм Хлопці з Абу-Грейб 2014 року режисера Люка Морана.
- У повнометражному фільмі 2021 року Холодний розрахунок режисера Пола Шредера. Головний герой Вільгельм Телль, якого грає Оскар Айзек, і майор Джон Гордо, якого грає Віллем Дефо, раніше були причетні до тортур в Абу-Грейб.